# Oripohjanjärvi
Oripohjanjärvi är en sjö i Finland. Den ligger i kommunen Orivesi i landskapet Birkaland, i den södra delen av landet, 170 km norr om huvudstaden Helsingfors. Oripohjanjärvi ligger 84,4 meter över havet. I omgivningarna runt Oripohjanjärvi växer i huvudsak blandskog. Arean är 14,5 hektar och strandlinjen är 2,69 kilometer lång. Sjön  ingår i Kumo älvs huvudavrinningsområde. 